# Casa Howell (Escondido)
La Casa Howell (en inglés: Howell House) es una casa histórica ubicada en Escondido, California. La Casa Howell se encuentra inscrita  en el Registro Nacional de Lugares Históricos desde el 20 de noviembre de 1992.

## Ubicación
La Casa Howell se encuentra dentro del condado de San Diego en las coordenadas 33°06′54″N 117°04′34″O / 33.115, -117.076111.